# Liga dos Campeões da EHF de 2014–15
A Liga dos Campeões da EHF de 2014–15 foi a 55º edição do principal torneio de clubes de handebol europeu, e o 22º edição do formato Liga dos Campeões da Europa de Handebol Masculino. Os espanhóis do FC Barcelona Handbol conquistaram o torneio.